# ГЕС Pujon 1
ГЕС Pujon 1 – гідроелектростанція у східній частині Північної Кореї. Знаходячись перед ГЕС Pujon 2 (41,4 МВт), становить верхній ступінь дериваційного каскаду, який використовує ресурс зі сточища річки Pujon, лівої притоки Ялуцзян (утворює кордон між Північною Кореєю та Китаєм і впадає до Жовтого моря).
Каскад Pujon спорудили ще в часи японського колоніального панування в Кореї (як наслідок, він також відомий в літературі під японською назвою Fusen). Цей гідровузол став першим, який реалізовував схему з перекидання ресурсу із басейну Жовтого моря на схід, в річки, що течуть до Японського моря (загальне використане каскадом падіння становить 1058 метрів). Можливо відзначити, що протягом кількох наступних років після завершення проекту Pujon в цьому ж районі спорудили подібні каскади Changjin та Hochon.
Для накопичення ресурсу в межах проекту Hochon звели три послідовні греблі на Pujon;
- бетонну гравітаційну №1 висотою 76 (за іншими даними — 87) метрів, яка потребувала 488 тис м3 матеріалу. Вона утримує найбільше водосховище проекту з площею поверхні 23 км2 та об’ємом 484 млн м3;
- земляну №2, яка при висоті 29 метрів потребувала 316 тис м3 матеріалу та утримує водойму з об’ємом 8,4 млн м3;
- земляну №3, яка при висоті 24 метри потребувала 350 тис м3 матеріалу та утримує водойму з об’ємом 4,5 млн м3.

Ресурс від греблі №3 за допомогою насосної станції перекачується у сховище №2, звідки ще одна станція подає воду до резервуару греблі №1. З останнього в південному напрямку прокладено дериваційний тунель до розташованого за 22 км машинного залу. Він знаходиться на східному боці водорозділу між басейнами Жовтого та Японського морів, в долині одного з правих притоків річки Songch'on (впадає до останнього з названих морів неподалік міста Хамхин).
Введена в експлуатацію у 1930 році, ГЕС Pujon 1 має наразі потужність у 129,6 МВт (найбільший показник серед чотирьох основних станцій каскаду загальною потужністю 200,7 МВт) та використовує напір у 707 метрів.
Відпрацьована на ГЕС Pujon 1 потрапляє до тунелю, котрий веде на розташовану за 5,5 км станцію Pujon 2 (можливо відзначити, що загальна довжина дериваційних тунелів каскаду становить 46 км).
Каскад Pujon первісно призначався для постачання електроенергії на завод з виробництва добрив у Хиннамі, оскільки в ті часи був поширеним енергозатратний електродуговий процес (на відміну від сучасного виробництва азотних добрив із природного газу). Для видачі продукції спорудили ЛЕП, призначену для роботи під напругою 110 кВ.

## Корейська війна
Починаючи з червня 1952-го авіація ООН неодноразово піддавала бомбардуванням північнокорейські електростанції. 24 червня Pujon 1 була зруйнована внаслідок двох нальотів, виконаних літаками з авіаносця Princeton.
У другій половині 1950-х років Pujon 1 пройшла через відбудову, під час якої первісно змонтоване тут німецьке та польське обладнання замінили на постачене з Чехословаччини.